# Ruggero Luigi Emidio Antici Mattei
Ruggero Luigi Emidio Antici Mattei (Recanati, 23 de março de 1811 - Roma, 21 de abril de 1883) foi um cardeal italiano da Igreja Católica Romana . Ele serviu como Patriarca Latino de Constantinopla de 1866 a 1875, e foi elevado ao cardinalato pelo Papa Pio IX em 1875.

## Biografia
Antici Mattei nasceu em Recanati para Carlo Teodoro Antici, marquês e barão de Pescia, e Anna Maria Mattei. Membro da casa de Mattei, era parente dos cardeais Girolamo Mattei, Gaspare Mattei, Alessandro Mattei, Mario Mattei e Lorenzo Girolamo Mattei. Foi confirmado em 4 de julho de 1813. Em 1818 ingressou no Collegio Nazareno e estudou no Collegio Romano de 1826 a 1832. Recebeu as insígnias do cleropersonagem em 12 de maio de 1831, seguido por ordens menores (8 de setembro de 1831), subdiaconado (2 de fevereiro de 1834) e diaconado (25 de março de 1834).
Foi ordenado sacerdote em Roma em 7 de setembro de 1834. Depois serviu como examinador do clero da basílica patriarcal do Vaticano, pároco da abadia de Forlimpopoli e cônego do capítulo da Arquibasílica de São João de Latrão. Em 1837 foi nomeado cônego do capítulo da basílica do Vaticano, tornando-se mais tarde seu decano  Mais tarde, foi nomeado prelado referendo em 13 de julho de 1843 e atuou como juiz do Reverendo Tecido de São Pedro de 1843 a 1847. Foi secretário do Sagrada Congregação Consistorial e do Sagrado Colégio dos Cardeais de 1850 a 1875, e tornou-se prelado adjunto da Sagrada Congregação do Conselho Tridentino em 1851.
Em 8 de janeiro de 1866 foi nomeado Patriarca Latino de Constantinopla pelo Papa Pio IX e Decano dos Assistentes do Trono Pontifício. Ele recebeu sua consagração episcopal no dia 25 de fevereiro seguinte do Cardeal Costantino Patrizi Naro. Ele executou o decreto de coroação pontifícia à imagem de Nossa Senhora do Perpétuo Socorro em 23 de junho de 1867. Mais tarde foi nomeado auditor geral da Câmara Apostólica em 31 de março de 1875. 